# Benedict Singh
Benedict Singh (ur. 2 grudnia 1927 w Buxton, zm. 12 września 2018 w Georgetown) – gujański duchowny katolicki, biskup Georgetown w latach 1972–2003.

## Życiorys
Święcenia kapłańskie otrzymał 7 grudnia 1954.

## Episkopat
16 stycznia 1971 papież Paweł VI mianował go biskupem pomocniczym diecezji Georgetown z tytularną stolicą Arsennaria. Sakry biskupiej udzielił mu 18 kwietnia 1971 ówczesny ordynariusz diecezji Georgetown – biskup Richard Lester Guilly. 12 kwietnia 1972 wspomniany wyżej papież Paweł VI mianował go ordynariuszem diecezji Georgetown. Natomiast, w dniu 10 listopada 2003 roku papież Jan Paweł II przyjął jego rezygnację ze względu na wiek.